# 日常ロック
『日常ロック』（にちじょうロック）は、原作：トラゾー、漫画：松並香葉、制作協力：日常組による日本の漫画作品。『コミックフラッパー』（KADOKAWA）にて、2021年2月号から2022年6月号まで連載。『コミックアルナ』（同）に移籍して、2022年8月号（創刊号）から2025年7月号まで第1章が、2025年9月号から第2章が連載されている。ゲーム実況者である日常組の『マイクラ脱獄』シリーズをベースに、完全オリジナルストーリーが描かれているコミカライズ。
2025年2月時点で単行本の累計発行部数は120万部を突破している。

## 沿革
2021年1月5日発売の『コミックフラッパー』2月号より連載開始。同年7月、単行本第1巻の発売を記念し、東京都池袋のJR池袋駅や東武池袋駅にて大型広告を掲出。2022年1月、単行本第2巻の発売に合わせ、JR池袋駅の北改札通路にて、描きおろしイラスト使用の大型広告を展開。2022年7月に配信者やインフルエンサーが登場する漫画が掲載される雑誌、『コミックアルナ』が創刊され、同誌に移籍して2022年8月号（創刊号）から連載を開始。2025年7月号にて第1章が完結している。

## 登場人物
ぺいんと
PKST団のリーダー。役割は主に戦術や作戦を考える。
フォーグニア刑務所に収監され、囚人番号は8番。小さい頃はクロノア・しにがみと同じ孤児院にいた。そのときにトラゾーに会い、握手を交わした。そして約17歳の頃に何でも屋を設けていた。
しにがみ
PKST団の1人。役割は主にハッキングなどを使い作戦をサポートする。
フォーグニア刑務所に収監され、囚人番号は6番。小さい頃はぺいんと・クロノアと一緒の孤児院にいた。そのときにトラゾーに合うが怖くてぺいんとに後ろに隠れてしまう。約15歳の頃にぺいんとたちのもとで何でも屋をやっていた。
クロノア
PKST団の1人。主に実際に作戦を実行するエージェント。
フォーグニア刑務所に収監され、囚人番号は9番。小さい頃はぺいんと・しにがみと一緒の孤児院にいた。そのときにトラゾーと合うが警戒していて違う方を向いていた。髪は長くおそらくあまり人を信じていないのだろう。ペットの黒猫の「ノア」を飼っている様子。約18歳のときにぺいんとたちのもとで何でも屋をやっていた。
トラゾー
PKST団の1人。主に先に現場などに侵入し、情報収集や脱出の手助けをしてくれる。
トラゾーは刑務所に収監されていない。小さい頃は明かされておらず孤児でもない裕福な家庭の様子。トラゾーは謎だらけでぺいんとたちが刑務所にいる間は何をしているのかは不明。約18歳のときにぺいんとたちのもとで何でも屋をやっている。ご飯はトラゾーが買ってきてくれている。
リアム看守
本名「リアム・バッカード」年齢：23歳
フォーグニア刑務所の看守長。厳格で冷静そして真面目な人。アリッサのことを気にかけている。
17歳の頃は反抗的でカルロスの義弟。リアムの恩師はアルベル司令官でカルロスの父。アルベル司令官の教えを守っている。
17歳にして看守長を務める。
母は鏡の道化師に殺されてしまう。本人は母が誰の手で殺されたかは知らない。
小さい頃は盗みを働く悪ガキの孤児だった。盗んだところをアルベルに見つかった。アルベルの家に連れて行かれアルベルの息子として育つ。
エディとバディであり、仲悪いが息が合う。恩師であるアルベルをナルサスに殺されてしまう。
ナルサスを捕まえたことで看守長に昇格した。
ナルサス
本名、年齢共に不明。
フォーグニア刑務所の囚人。囚人番号は5番。
リアムが17歳だった頃はフォーグニア刑務所の看守長であり、リアムの上司だった（リアムが「ナルサスさん」と呼ぶのもわかる）。だが、アルベル司令官を殺した罪で囚人となる。
謎が多い人物で、PKST団に協力的…?
ナルサスはアルベルとプランAやBを立てていてそのBがナルサスがアルベルを殺すこと。つまり無差別に殺したのではなく二人の計画だったのだ。だが、ナルサスの本当の目的がわからないままだ。
ナルサスは同僚（リアムの母リリー）の死がきっかけで騎士から刑務所の看守に移動したという。
カルロス
本名「カルロス・バッカード」。
フォーグニア刑務所の副看守長。後、副看守長を降りる。リアムの義兄でありアルベル司令官の息子である。
ナルサスとは協力的。
バートン
本名、年齢共に不明。
フォーグニア刑務所の看守。カルロスを慕っている。
ナルサスとは協力的。
リーナ
本名「リーナ・アイフェルノ」。年齢：24歳
フォーグニア刑務所の看守。
ナルサスとは協力的。
アリッサ
本名「アリッサ・ゴルゴン」。年齢不明
フォーグニア刑務所の新人看守。お偉いところの娘。
リアム看守に振り回されている。
エディ
本名「エディ・パラディス」。年齢：23歳
フォーグニア刑務所の第2エリア副看守長。後、看守長。
リアムとは同期で17歳の頃はリアムとバディだった。囚人とつながっている。
17歳のころは真面目だったが、今は闇落ちした姿。
昔ペストの仮面を被ったやつに資料を渡されそれを見た途端に闇落ちしたと考えられる。
アルベル
本名「アルベル・バッカード」。年齢：およそ60 - 70歳
フォーグニア刑務所の司令官。リアムとカルロスの父。
ナルサスに殺され亡くなってしまう。だが、これはアルベルとナルサスが考えた作戦の一つである。
リアムの母リリーはアルベルの教え子だった。
道化師に因縁がある（道化師を昔逃がした）。
道化師
本名、年齢共に不明。正式 鏡道化師。
リアムの母リリーを殺した張本人。
アルベルと昔戦った際に大きな怪我を負う。

## 書誌情報
- トラゾー（原作）・松並香葉（漫画）・日常組（制作協力）『日常ロック』KADOKAWA〈MFコミックス〉、既刊10巻（2025年8月18日現在）
  1. 2021年7月21日発売[10][11]、ISBN 978-4-04-680564-5
  2. 2022年1月21日発売[8][12]、ISBN 978-4-04-681043-4
  3. 2022年7月13日発売[13]、ISBN 978-4-04-681532-3
  4. 2022年11月15日発売[14]、ISBN 978-4-04-681896-6
  5. 2023年5月15日発売[15][16]、ISBN 978-4-04-682465-3
  6. 2023年10月14日発売[17]、ISBN 978-4-04-682812-5
  7. 2024年3月14日発売[18]、ISBN 978-4-04-683505-5
  8. 2024年9月18日発売[19][20]、ISBN 978-4-04-683889-6 / ISBN 978-4-04-683890-2（アクリルスタンド付き特装版）
  9. 2025年2月14日発売[6][21]、ISBN 978-4-04-684268-8 / ISBN 978-4-04-684269-5（アクリルスタンド付き特装版）
  10. 2025年8月18日発売[22]、ISBN 978-4-04-684922-9